# Grand Dieu de Thérouanne
Le Grand Dieu de Thérouanne est une sculpture du XIIIe siècle représentant le Christ entre la Vierge et saint Jean.

## Historique
Cette sculpture monumentale du XIIIe siècle, en pierre calcaire, se trouvait au sommet du gable sur le portail sud de la cathédrale de Thérouanne, à 12 mètres de hauteur. Il accueillait les fidèles à l'entrée de la cathédrale, détruite avec toute la ville sur ordre de Charles Quint en 1553. Le grand Dieu et ses deux suppliants furent alors emportés par les religieux de Saint-Omer. 
En 1966, le groupe fut transporté à Paris pour l'exposition «Trésor des églises de France», au Louvre. Ramené à Saint-Omer, il fut placé dans le bras nord du transept de la cathédrale Notre-Dame de Saint-Omer.

## Caractéristiques
Datée du deuxième quart du XIIIe siècle, cette sculpture monumentale en pierre calcaire de Saint-Maximin (hauteur : 220 cm - largeur : 290 cm) est composée de trois éléments séparés :
- le Christ en majesté (hauteur : 2,20 m - largeur : 1,10 m)), assis, les pieds reposant sur un socle architectural représentation de la Jérusalem céleste, dans l'attitude du Jugement dernier. Le torse nu est recouvert d'un pan de drapé sur l'épaule dextre.

De part et d'autre, à genoux : 
- à sa droite, la Vierge (hauteur : 1,70 m - largeur : 0,70 m), les mains jointes;
- à sa gauche, saint Jean l'Évangéliste (hauteur : 1,70 m - largeur : 0,70 m), les mains jointes.

Le bloc sur lequel est assise la statue du Christ semble d'un calcaire différent. Le Christ est évidé au revers sur une profondeur de 15 à 20 cm. La Vierge et Saint Jean sont tournés vers le Christ. Tous les reliefs saillants sont érodés. Les extrémités des doigts de chaque personnage sont cassées. Des traces de polychromie ancienne subsistent : blanc sur le visage du Christ, jaune pour la couronne. L'ensemble fut restauré en 1965.

## Protection
Le groupe sculpté est classé monument historique au titre objet en 1908.